# فرانكلين نايت لين
فرانكلين نايت لين (بالإنجليزية: Franklin Knight Lane)‏ (و. 1864 – 1921 م) هو سياسي تقدمي وديمقراطي أمريكي من ولاية كاليفورنيا شغل منصب وزير الداخلية الأمريكي من 1913 إلى 1920. كما شغل منصب مفوض لجنة التجارة بين الولايات، وكان المرشح الديمقراطي لحاكم ولاية كاليفورنيا في عام 1902، إلا أنه خسر السباق بفارق ضيق في الولاية التي كان أغلب أهلها من الجمهوريين.
ولد لين في 15 يوليو 1864، بالقرب من تشارلوت تاون في جزيرة الأمير إدوارد التي كانت آنذاك مستعمرة بريطانية وأصبحت الآن جزء من كندا، ثم انتقلت عائلته إلى كاليفورنيا في عام 1871. ثم درس في جامعة كاليفورنيا في بركلي بينما كان يعمل بدوام جزئي كمراسل، أصبح لين مراسلا في مدينة نيويورك لصالح صحيفة سان فرانسيسكو كرونيكل، وأصبح لاحقا محررا ومالك شريك لصحيفة. انتخب المدعي العام لمدينة سان فرانسيسكو في عام 1898، وهو المنصب الذي شغله لخمس سنوات تالية، ثم ترشح لمنصب الحاكم في عام 1902 ثم منصب عمدة سان فرانسيسكو في عام 1903، وخسر كلا السباقين. في عام 1903، حصل على دعم الأقلية الديمقراطية في الهيئة التشريعية لولاية كاليفورنيا خلال تصويت الهيئة التشريعية لانتخاب عضو مجلس الشيوخ الأمريكي من الولاية.
عينه الرئيس ثيودور روزفلت مفوضا للجنة التجارة بين الولايات في عام 1905 ووافق مجلس الشيوخ على التعيين في العام التالي، وأعاد الرئيس وليام هوارد تافت تعيينه لذات المنصب في عام 1909. ثم انتخبه زملاؤه المفوضون رئيسا للجنة في يناير 1913. في الشهر التالي، قبل لين ترشيح الرئيس المنتخب وودرو ويلسون ليصبح وزيرا للداخلية، وهو المنصب الذي شغله لما يقرب من سبع سنوات حتى استقالته في أوائل عام 1920. كان موقف لين عن حماية البيئة مختلطا: فقد دعم مشروع خزان هيتش هيتشي المثير للجدل في منتزه يوسيميتي الوطني والذي غمر الوادي الذي كان يحظى بحب أنصار حماية البيئة، ولكن ترأس أيضا إنشاء إدارة المتنزهات الوطنية.
توفي لين بسبب مرض القلب في عيادة مايو في روتشيستر، مينيسوتا، وذلك يوم 18 مايو 1921. لم يترك أي أملاك بعد عقدين من الخدمة الحكومية ذات الأجر الضعيف، ونفقات مرضه الأخير، وتم إنشاء صندوق عام لدعم أرملته. وذكرت الصحف كثيرا عن لين أنه لو لم يولد في كندا لأصبح رئيسا بالتأكيد. ورغم هذا العائق القانوني، فقد تم تقديم الدعم له ليترشح عن الحزب الديمقراطي لمنصب نائب الرئيس، رغم أنه لم يكن مؤهلا بالدستور لذلك المنصب أيضا.

## روابط خارجية
- فرانكلين نايت لين على موقع الموسوعة البريطانية (الإنجليزية)
- فرانكلين نايت لين على موقع إن إن دي بي (الإنجليزية)